# NTO (Musiker)
NTO (* 1984 oder 1985; bürgerlich Anthony Favier), vormals bekannt als N'to, ist ein französischer Musikproduzent aus dem Bereich des Minimal Techno.

## Leben
Anthony Favier kam 1984 oder 1985 zur Welt und wuchs in Marseille auf. Erste musikalische Erfahrung sammelte er mit Rockmusik an der Gitarre. Laut der französischen Kulturzeitschrift Télérama besuchte er im Alter von 18 Jahren einen Auftritt des Elektronik-Duos Underworld auf dem Sziget Festival in Ungarn. Die Musikzeitschrift Faze Magazin spricht hingegen vom Anhören des Live-Albums Everything, Everything des Duos und einem unabhängigen Besuch des Festivals. Eines dieser Erlebnisse inspirierte ihn, sich mit den verschiedenen Genres der elektronischen Musik auseinanderzusetzen und regelmäßig den Club La Villa Rouge in Montpellier zu besuchen. Zu seinen frühen Einflüssen zählen Stephan Bodzin, James Holden und Paul Kalkbrenner.
Spätestens 2008 erschienen mit Traque und Menteur erste Veröffentlichungen, seinerzeit noch unter dem Künstlernamen N'to.
Im Jahr 2013 gründete N'to zusammen mit Worakls und Joachim Pastor in Aix-en-Provence das Kollektiv Hungry Music, welches außerdem als Label und Veranstalter in Erscheinung tritt. Die Verbreitung über das Internet ermöglichte den Dreien gemeinsame nationale und internationale Auftritte. So füllten sie 2016 etwa das Olympia in Paris, ohne physisch veröffentlicht zu haben oder in Printmedien besprochen worden zu sein.
2017 spielte N'to einen Auftritt für den YouTube-Kanal von Cercle auf dem Tour Saint-Jacques.
Ab 2020 erschienen neue Veröffentlichungen unter dem Künstlernamen NTO.
Nach einer zweijährigen Produktionsphase veröffentlichte NTO 2021 sein erstes Album Apnea auf dem Label AllPoints des Musikvertriebs Believe. Benannt ist das Album nach dem Apnoetauchen, in das NTO von Arthur Guérin-Boëri eingeführt wurde. Auf dem Album sind Gastauftritte von Monolink, French 79, Louise, Tricky und Marta vertreten. Zu den offiziellen Remixes zählt einer von Paul Kalkbrenner, der von der DJ-Zeitschrift DJ Magazine auch als möglicher Einfluss für das Album identifiziert wird. Laut dessen Rezension trifft NTO präzise den Zeitgeist, ohne andere Styles zu kopieren. Auch Télérama beschreibt die Musik trotz des etablierten Musikstils als einzigartig. Die Zeitschrift lobt den sanft treibenden Groove, die subtil wechselnden Atmosphären sowie die Melodien und ordnet das Album dem Minimal Techno zu.
Am  14. Juni 2024 erschien Forever Friends, ein in Zusammenarbeit mit dem Pianisten Sofiane Pamart komponiertes Album.
NTO war unter anderem auf den Festivals Dour Festival in Belgien, DGTL in Amsterdam (Niederlande), Osheaga und Igloofest in Montreal (Kanada) zu sehen. Bei seinen Auftritten spielt er seit 2013 nur eigene Musik.

## Diskografie
Alben
- 2021: Apnea
- 2024: Forever Friends (mit Sofiane Pamart)

Singles
- 2021: Invisible (FR: Gold)[12]